# Het Katholiek Patronaat

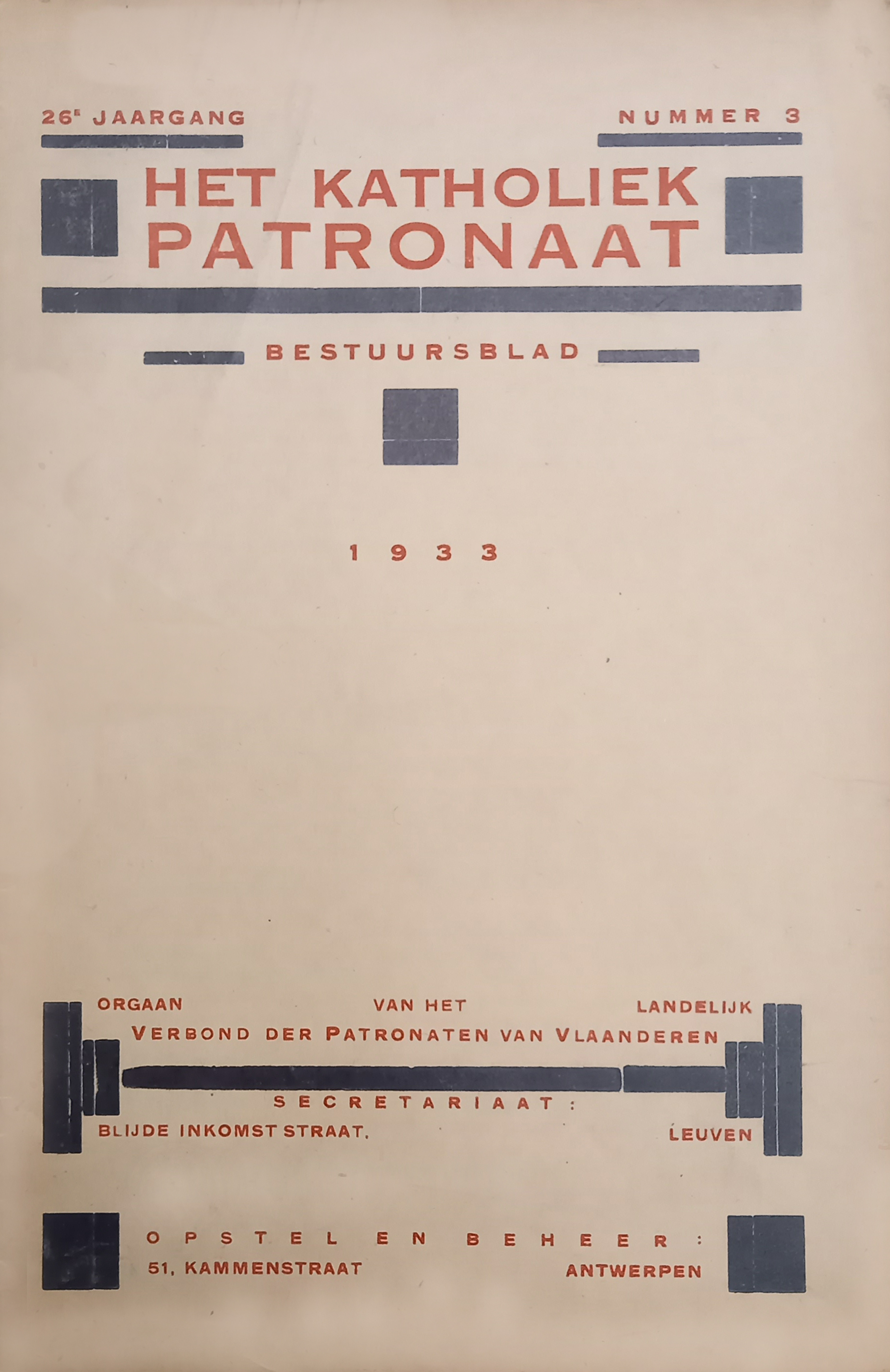
maart 1933

Het Katholiek Patronaat was een tijdschrift voor bestuurders en bestuursleden van Vlaamse patronaten van 1914 tot 1940.

## 1914-1920
In juni 1914 verscheen het eerste nummer van Het Katholiek Patronaat met ondertitel “Orgaan der jongenspatronaten van het Aartsbisdom Mechelen”. Met de introductie van Het Katholiek Patronaat, als opvolging van het Bondsbericht van het Verbond der Katholieke Antwerpsche Jongenspatronagen (1902-1914), streefde men dit blad om te vormen tot centraal tijdschrift van alle patronaten uit het aartsbisdom, met uitzondering van Brussel dat het eigen blad had met titel Nos Œuvres. Het Katholiek Patronaat werd breder opgezet dan het Bondsbericht, het publiceerde geregeld verslagen over de werking van gewestelijke verbonden en praktische artikelen over patronaatswerking. Het zou bijdragen leveren over de sociale studiekringen, maar het uitbreken van de Eerste Wereldoorlog dwarsboomde alle plannen, de publicaties werden stopgezet.

## 1920-1934
Onder impuls van priester Jacques Delmot werd in mei 1920 Het Katholiek Patronaat terug opgestart, met ondertitel ”Tijdschrift voor bestuurders en bestuursleden van patronaten”. De patronaatswerking dat vele leden verloor aan scouting en K.A.J., had dringend een vernieuwing nodig en de verschillende verbonden moesten worden verenigd. Het blad zou als coördinator van de modernisering van de patronaten dienen, met als doel de patronaatsleiders te ondersteunen om de patronaatsjongens te boeien. Het bevatte zowel theoretische als praktische artikelen, en onder invloed van kardinaal Mercier werd ook veel aandacht besteed aan de studiekringen. De behandelde onderwerpen waren van godsdienstige en morele maar meestal maatschappelijke aard. Het blad trachtte door artikelen en de rubriek “Vrije Tribune” met vraag en antwoord, het ledenverlies aan sportverenigingen en scouting tegen te gaan. Door de oprichting van de K.A.J. in 1924 werden de patronaten hervormd, Het Katholiek Patronaat promoveerde de patronaten tot een jeugdbeweging met wekelijkse bijeenkomsten voor jongeren van alle standen.
Er werd steeds meer samengewerkt tussen de patronaatsverbonden waardoor eind 1932 Het Katholiek Patronaat het tijdschrift van het Landelijk verbond werd. In 1933 en 1934 verscheen het blad zeer onregelmatig, de patronaatswerking was in verval.
Het blad was vooral gericht op jongenspatronaten, de meisjespatronaten kwamen zeer sporadisch aan bod.

## 1934-1940

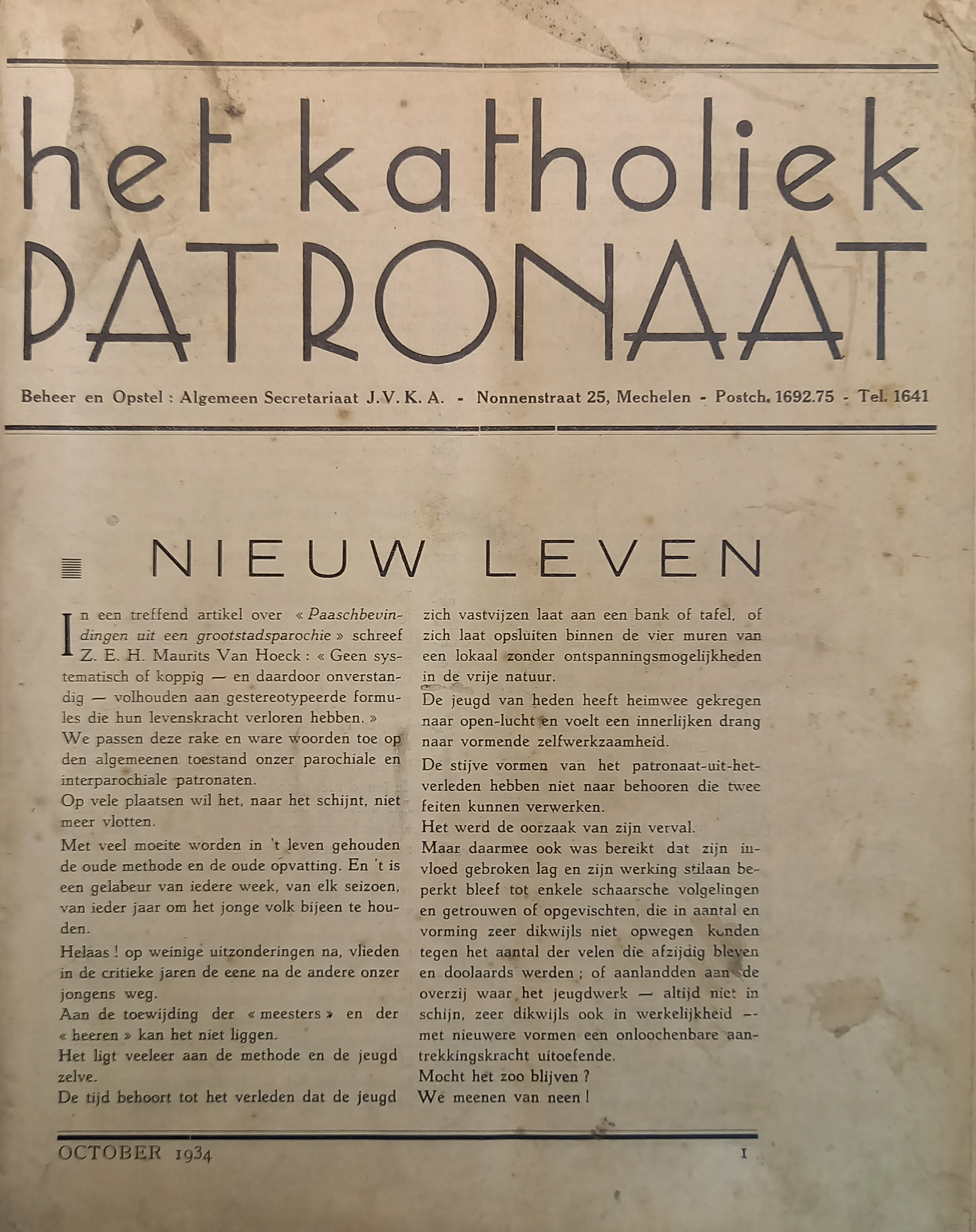
oktober 1934

Het Vlaamse patronaatswezen onderging door toedoen van Jos Cleymans een radicale vernieuwing onder de vorm van Chiroactie. De gids voor deze vernieuwing was Het Katholiek Patronaat. De uitgave in oktober 1934 met thema "Nieuw leven", wordt beschouwd als de start van Chirojeugd Vlaanderen. Het blad kreeg een dirigerend karakter. Het parochiale van de patronaten bleef bestaan, maar de reglementen en voorschriften beschreven in Het Katholiek Patronaat dienden nageleefd te worden. In elk maandblad werd een volledige uitgewerkt programma beschreven. Naast godsdienstige vorming werd er heel wat ruimte ingenomen voor sport en spel, als belangrijke onderdeel van de Chiroactie. De massabijeenkomsten Meivaarten en Chiromale werden volledig beschreven en uitgewerkt door Antoon Aarts. Onderwerpen als boekbespreking, toneel, poppenspel en knutselen wisselden elkaar af en er werd eveneens veel aandacht besteed aan muziek en zang.
Door de benoeming van hoofdredacteur Cleymans tot pastoor te Willebroek in 1935 en de slechte financiële toestand kende het blad een moeilijk periode. Er werd vanaf dan ook reclame in het tijdschrift opgenomen en de redactie werd overgenomen door Jozef Bloquaux.
Vanaf mei 1937 besteedde het blad ook aandacht aan de meisjespatronaten, door middel van een bijlage "Voor onze meisjespatronaten".
In mei 1940, bij de Duitse inval, werd de publicatie van het blad geschorst. In maart 1941 werd het blad terug opgestart onder de naam Medeelingen van Chirojeugd.